# Kirinia
Kirinia is een geslacht van vlinders uit de familie van de Nymphalidae, uit de onderfamilie van de Satyrinae. Dit geslacht is voor het eerst wetenschappelijk beschreven door Frederic Moore in een publicatie uit 1893. 
De soorten van dit geslacht komen voor in een gebied dat zich uitstrekt van de Balkan tot Japan.

## Soorten
- Kirinia climene (Esper, 1783) — Kleine schaduwzandoog
- Kirinia epaminondas (Staudinger, 1887)
- Kirinia epimenides (Ménétriés, 1859)
- Kirinia eversmanni (Eversmann, 1847)
- Kirinia roxelana (Cramer, 1777) — Grote schaduwzandoog